# Eufriesea nigrohirta
Eufriesea nigrohirta är en biart som först beskrevs av Heinrich Friese 1899.  Eufriesea nigrohirta ingår i släktet Eufriesea, tribus orkidébin, och familjen långtungebin. Inga underarter finns listade.